# Tatary (Nidzica)
Tatary (deutsch Berghof) ist ein Dorf in der polnischen Woiwodschaft Ermland-Masuren. Es gehört zur Gmina Nidzica (Stadt- und Landgemeinde Neidenburg) im Powiat Nidzicki (Kreis Neidenburg).

## Geographische Lage
Tatary liegt in der südwestlichen Mitte der Woiwodschaft Ermland-Masuren, zwei Kilometer südöstlich der Kreisstadt Nidzica (deutsch Neidenburg).

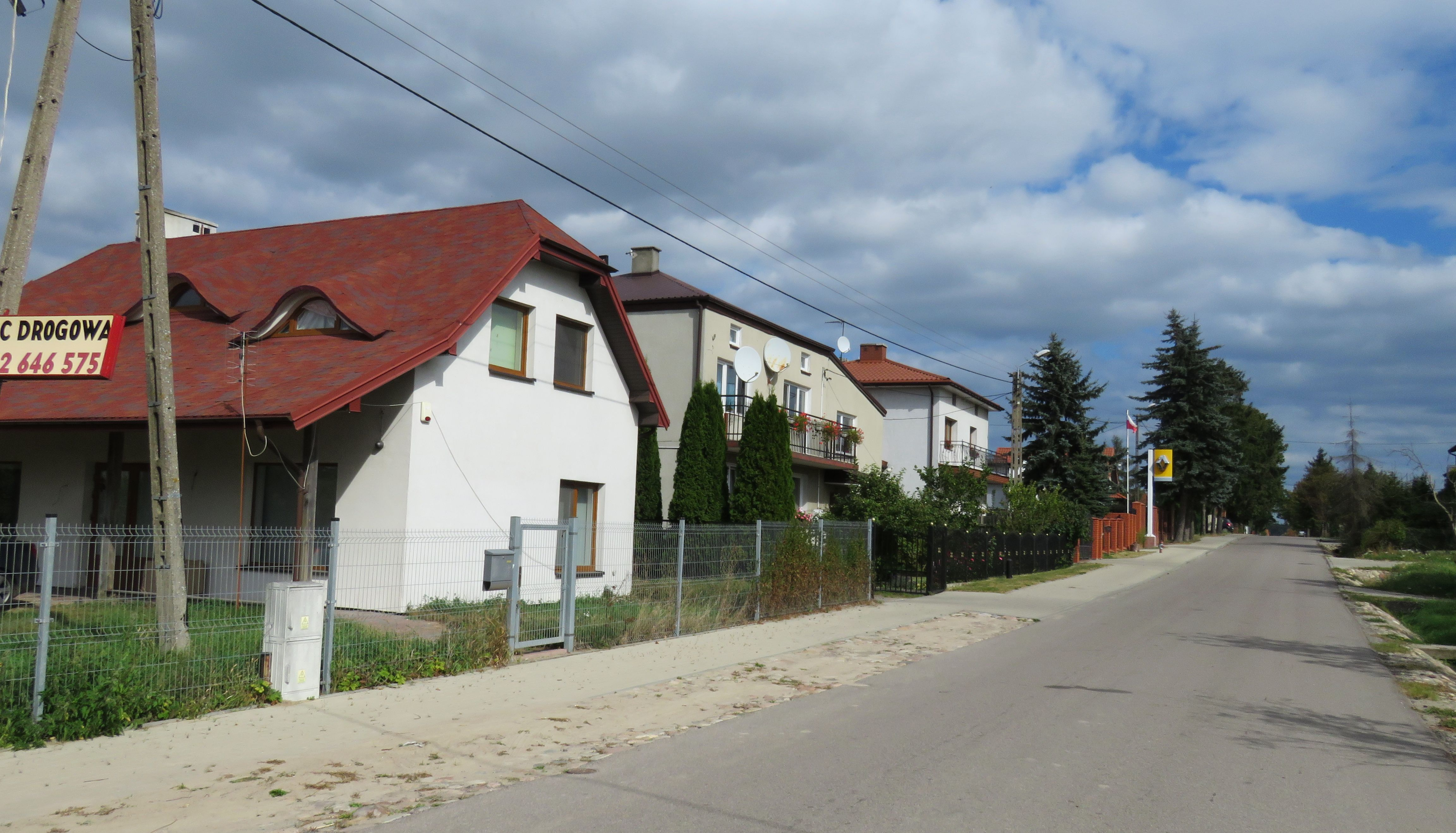
Straßenansicht in Tatary

## Geschichte
Tatary war ursprünglich lediglich ein großer Hof. Bis zum 25. Mai 1860 hieß der Ort Abbau Gotzkow, erst danach Berghof. Die kleine Ortschaft war bis 1945 als Wohnplatz in die Stadtgemeinde Neidenburg (Nidzica) eingegliedert.
In Kriegsfolge kam Berghof 1945 mit dem gesamten südlichen Ostpreußen zu Polen. Der Ort erhielt die polnische Namensform „Tatary“ und ist heute – aus der Stadt Nidzica herausgelöst und Sitz eines Schulzenamts – eine Ortschaft im Verbund der Gmina Nidzica (Stadt- und Landgemeinde Neidenburg) im Powiat Nidzicki (Kreis Neidenburg), bis 1998 der Woiwodschaft Olsztyn, seither der Woiwodschaft Ermland-Masuren zugehörig. Bei der Wohnungs- und Volkszählung im Jahre 2011 zählte Tatary 344 Einwohner.

## Tatarensteinlegende
Unweit von Tatary befindet sich auf einer Anhöhe ein 6,5 × 4,0 × 2,1 Meter großer Findling. Er gilt als der größte in Ostpreußen und ist heute ein Naturdenkmal (polnisch Pomnik Przyrody). Sein Name „Tatarenstein“ – im Polnischen heißt er gleichbedeutend „Tatarski Kamień“ – beruht auf einer Legende: bei der Belagerung der Stadt Neidenburg (polnisch Nidzica) durch die Tataren im Jahre 1656 waren auf tatarisch-polnischer Seite die Belagerungsarbeiten beendet und der Anführer ließ sich zum Mittagessen im Schatten des Findlings nieder. In diesem Moment feuerte der Meisterschütze Nowak eine der Kanonen auf der Ordensburg Neidenburg ab und traf den Stein, vielleicht auch den Anführer. Die Tataren waren dermaßen beeindruckt, dass sie die Belagerung abbrachen und abzogen. ZuR Erinnerung bekam der Findling den Namen „Tatarenstein“.

## Kirche
Kirchlicherseits war Berghof bis 1945 nach Neidenburg eingegliedert: in die evangelische Pfarrkirche in der Kirchenprovinz Ostpreußen der Kirche der Altpreußischen Union sowie in die römisch-katholische Pfarrkirche dort im Bistum Ermland. Der Bezug zur Kreisstadt besteht bis heute: evangelischerseits zur Heilig-Kreuz-Kirche in der Diözese Masuren der Evangelisch-Augsburgischen Kirche in Polen sowie zur Kirche Mariä Empfängnis und St. Adalbert im Erzbistum Ermland.

## Verkehr

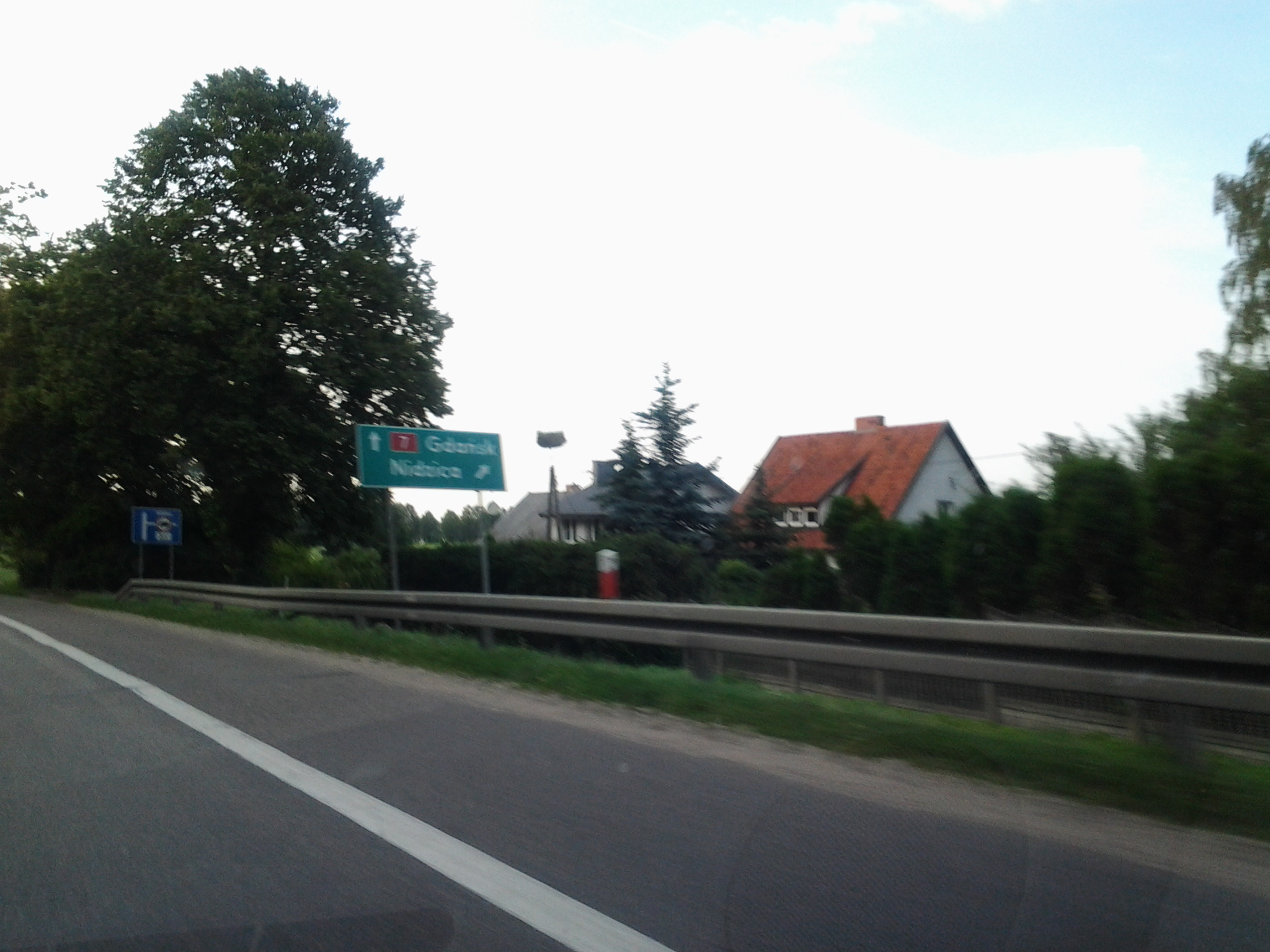
Storchennest an der ehemaligen Landesstraße 7 bei Tatary

Durch Tatary führt eine Nebenstraße, die noch bis in die 2010er Jahre die Landesstraße 7 war und Danzig mit Warschau sowie Rabka-Zdrój verband. Ist sie anfangs noch von Nidzica bis Nidzica-Południe die Verlängerung der Woiwodschaftsstraße 538, so ist sie doch nur noch eine Nebenstraße und führt über Powierz (Powiersen, 1938 bis 1945 Waldbeek) nach Napierki (Napierken, 1938 bis 1945 Wetzhausen (Ostpr.)). Nidzica-Południe ist die Anschlussstelle der an Tatary vorbeiführenden Schnellstraße S 7 mit der Europastraße 77, die die Landesstraße 7 ersetzt.
Die nächste Bahnstation ist Nidzica an der Bahnstrecke Działdowo–Olsztyn (deutsch Soldau–Allenstein).